# Цибульський Борис Борисович
Борис Борисович Цибульський (1911, Зіньків — 3 серпня 1963, Моранж) — український письменник, бандурист.

## Життєпис
Народ. 1911 р. у Зінькові на Полтавщині в родині полковника кубанського війська. Здобув агрономічну освіту, маючи фальшиві документи, працював агрономом у радгоспі. У роки Другої світової війни розконспірувався і був змушений тікати на Захід. Переховувався в католицькому монастирі. Нервове перенапруження призвело до хвороби. Довелося 6 років лікуватися. Займався кобзарством та літературною працею. Помер 3 серпня 1963 року у місті Моранж (Франція).

## Творчість
Автор збірок віршів «Моїй Україні» (1958), «Шляхами козацької
слави» (1958), повісті «Люди козацького серця» (1950).